# سبرینگ (فلوریدا)
سبرینگ (به انگلیسی: Sebring) شهری در شهرستان هایلندز ایالت فلوریدا است که در سال ۱۹۲۴ بنیان‌گذاری شده‌است. این شهر طبق سرشماری سال ۲۰۱۰ میلادی، ۱۰٬۴۹۱ نفر جمعیت داشته و مساحت آن نیز ۲۸٫۵ کیلومتر مربع است.